# Вівіан Кон
Вівіан Маньвай Кон (китайське ім'я — Цзян Міньхуей, кит. 江旻憓, пін. Jiāng Mínhuì; англ. Kong Man Wai Vivian; нар. 8 лютого 1994, Гонконг, за іншими даними — Ванкувер, Канада) — гонконзька фехтувальниця на шпагах, олімпійська чемпіонка (2024), призерка чемпіонатів світу, чемпіонка Азії, призерка Азійських ігор.

## Виступи на Олімпіадах
| Олімпіада           | Дисципліна          | Місце |
| ------------------- | ------------------- | ----- |
| Ріо-де-Жанейро 2016 | індивідуальна шпага | 11    |
| Токіо 2020          | індивідуальна шпага | 5     |
| Токіо 2020          | командна шпага      | 7     |
| Париж 2024          | індивідуальна шпага | 1     |